# Декортикација
Декортикација плућа је медицинска процедура која укључује хируршко уклањање ожиљноg ткивa (декоартикулација) са површине плућне марамице или плеуре (мембране која облаже унутрашњост грудног коша). Ова процедура се најчешће ради код особа које пате од ожиљака на површини плућа, који могу бити узроковани разним стањима као што су инфекције, плућне болести или трауме. Време операције је од виталног значаја за успех. У многим случајевима, ожиљак се може спонтано повући, па се и симптоми могу повући.
Са немедицинског аспекта, декортикација је уклањање коре, љуске или спољашњег слоја, или површине неког предмета.

## Индикације
Поступак се обично изводи када је плућа прекривено густом, нееластичном плеуралном кором која ограничава ширење плућа, са циљем да се побољша функције плућа и смањење симптоми. посебно они који настају услед оштећења или ожиљака на површини плућа Такође се може применити у лечењу хроничног ларингитиса. Она је и примарни третман за фиброторакс.
Ова процедура се често користи када ожиљци или фиброза на површини плућа узрокују значајне потешкоће при дисању или доводи до хроничних симптома као што су бол у грудима, кратак дах или друге проблеме са плућима.  Већина хирурга ће извршити декортикацију у следећим стањима:
- Плеурални ожиљци су присутна више од 4-6 недеља

- Плућни симптоми онемогућавају нормалан живот

- Постоје радиолошки докази заробљених плућа

Декортикација је често неопходна када друге мање интервенције (нпр. постављање цеви у грудни кош) нису довеле до уклањања инфекције или хемоторакса. Туберкулозни емпијем се обично прво лечи лековима, а декортикација се предузима тек након што дуготрајна терапија лековима не успе.

## Метода
Одлука о декортификацији плућа обично се доноси након детаљне дијагнозе и процене стања плућа од стране медицинског тима, а сам захват се изводи уз помоћ хируршког приступа уклањања ожиљака или патолошког ткива са површине ткива. плућа. 
Декортикација се изводи у општој анестезији, јер се ради о великој торакалној операција која традиционално захтева пуну торакотомију.  
Од раних 1990-их ова процедура се све више изводи применом минимално инвазивне лапароскопске торакоскопије. 
Током ове интервенције сво влакнасто ткиво се уклања из висцералне плеуралне коре и гној се затим дренира из плеуралног простора. 

## Контраиндикације
Осим општег здравља пацијената, нема апсолутних контраиндикација. 
Код неких пацијената који такође имају основну болест плућа (нпр. туберкулозу), уклањање коре можда неће помоћи у ширењу плућа, па би операција била узалудна.
Друга стања која могу учинити декортикацију бескорисном укључују присуство инфекције плеуралног простора и стенозу великих дисајних путева. У таквим случајевима, плућа се неће проширити да попуне плеурални простор. Опсежнија плеуропнеумонектомија може бити једина доступна опција, али само ако је пацијент преоперативно обрађен. Плеуропнеумонектомија је велики подухват са веома високим морталитетом.
Декортикација можда неће бити могућа у присуству неконтролисане инфекције плућа или контралатералне болести плућа или код хронично ослабљеног пацијента. Код ових пацијената може бити потребна медицинска стабилизација пре операције. У идеалном случају, прво треба нормализовати нутритивни статус пацијента (ако је потребно назогастричним храњењем), а сепсу треба контролисати одговарајућом антибиотском терапијом.
Друге релативне контраиндикације укључују коагулопатију, тешку инфекцију зида грудног коша и терминалну болест.